# Vitroselenia
Vitroselenia S.p.A. era una società italoamericana che operava nel settore dei sistemi logistici di difesa costruendo, manutenendo e gestendo impianti radar e apparecchiature militari.

## Storia
La società nasce nel 1961 per volontà di Selenia (IRI-STET) e di Vitro Corporation, per la ricerca e lo sviluppo di nuovi prodotti elettronici e sistemi missilistici per la difesa.
Dal novembre 1961 si occupa del montaggio e della manutenzione di radar, missili e relative rampe di lancio presso il Poligono Sperimentale e di Addestramento Interforze di Perdasdefogu svolgendo anche altri lavori di ammodernamento delle infrastrutture.
Era presente con uno stabilimento anche a Macchiareddu per la revisione di sistemi militari conto NATO.
Nel 1992 Vitroselenia acquista il 20% di Ciset, società privata che gestiva la manutenzione dei radar degli aeroporti italiani.
Dopodiché Vitroselenia viene fusa in Avioelettronica Sarda, che contestualmente assume la denominazione di Vitrociset S.p.A..
L'80% delle azioni del nuovo soggetto è in mano alla famiglia Crociani (azionisti Ciset), il restante 20% a Finmeccanica.
Al 1992 impiegava 730 dipendenti, 125 miliardi di fatturato e 268 milioni di utili.